# 대왕초등학교
대왕초등학교는 대한민국 충청남도 부여군에 있는 공립 초등학교이다.

## 학교 연혁
- 1972.03.10 대왕초등학교 개교(6학급)
- 1994.11.02 군지정 독서교육시험학교 운영
- 1995.10.18 독서교육 도심사(교육감 표창)
- 2002.04.01 농어촌진흥학교로 지정
- 2002.12.30 과학-정보우수학교 표창(교육장 표창)
- 2003.03.01 특수학급신설(1학급)
- 2006.12.05 학생명예제 우수교 표창(교육감)
- 2006.12.28 인성교육 우수교 표창(교육장)
- 2007.10.30 군지정 인성교육시험학교 운영
- 2011.02.15 제37회 졸업(총 1,509명)
- 2011.03.01 7학급 편성, 유치원(1)
- 2015.02.13 제41회 졸업(총 1,546명)
- 2015.03.01 2015.03.01 5학급편성(일반4, 특수1),유치원(1)

## 참고 자료
- 대왕초등학교 - 한국교육학술정보원 학교알리미